# Haus Buxbaum
Das Haus Buxbaum ist ein Bauwerk in Darmstadt. 

## Geschichte und Beschreibung
Das Privathaus des Darmstädter Architekten August Buxbaum wurde in den Jahren 1909/1910 erbaut und ist ein Entwurf des Planers selbst.
Das Haus Buxbaum gehört zu den ersten der Gartenvorstadt Hohler Weg.
Auf dem Areal der Gartenvorstadt sollten nach den ursprünglichen Plänen Buxbaums ein Wohnpark – mit wenigen Villen und großen Grundstücken – entstehen.
Heute wird das Areal Komponistenviertel genannt.
Stilistisch gehört das Haus Buxbaum zu den traditionalistisch gestalteten Stadthäusern.
Typisch dafür sind:
- Bruchsteinsockel
- Walmdach
- eine aufwendig gestaltete, symmetrische Fassade

Die Front wird durch aufwendigen Figurenschmuck betont.
Der Figurenschmuck ist ein Werk des Bildhauers Heinrich Jobst.

## Garten und Plastik
Im Garten des Anwesens steht eine Eisengussplastik; die Figur eines Jünglings.
Eine identische Plastik stand ursprünglich im alten Hallenbad von Darmstadt.
Das alte Hallenbad – ebenfalls ein Entwurf Buxbaums – wurde im Zweiten Weltkrieg stark beschädigt.
Die Plastik in Buxbaums Garten ist ein Abguss des Originals; und ein Geschenk der Stadt Darmstadt an den Architekten Buxbaum.

## Denkmalschutz
Das Haus Buxbaum ist ein typisches Beispiel für den traditionalistischen Baustil in Darmstadt.
Aus architektonischen und stadtgeschichtlichen Gründen ist das Gebäude ein Kulturdenkmal.